# Ruiterschelling

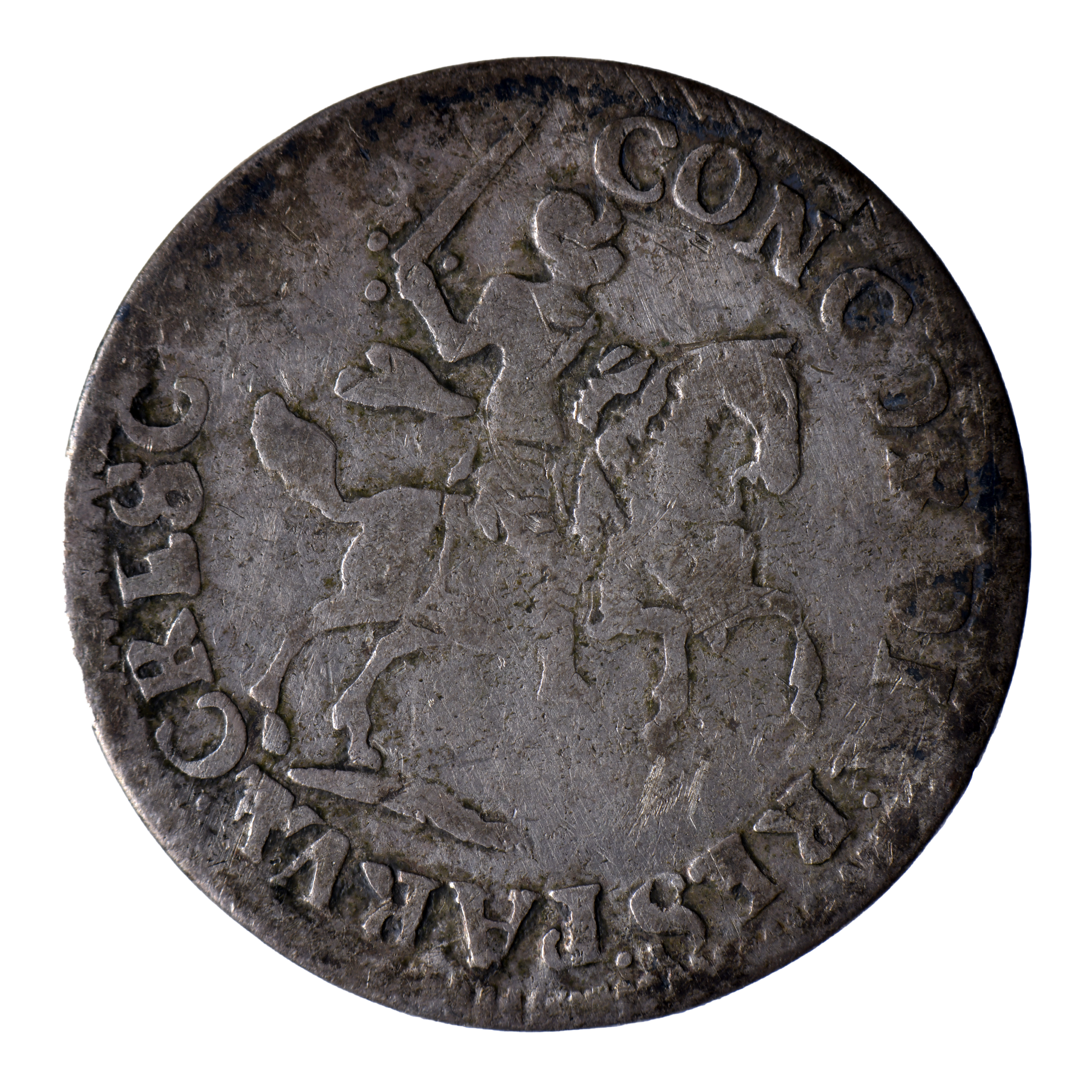
Ruiterschelling uit 1690, geslagen in Zutphen

Een ruiterschelling, ookwel rijderschelling genoemd, is een Nederlandse zilveren munt met een waarde van zes stuivers. De schelling werd geslagen tussen 1675 en 1692 door verschillende provincies en steden.
De munt dankt haar naam aan de afbeelding van een naar rechts rijdende ruiter op de voorkant, met als spreuk "CONCORDIA RES PARVAE CRESCUNT" (Eendracht maakt macht).  De oudste ruiterschellingen wogen 4,95 gram, latere schellingen wogen nog maar 4,71 gram.  Op de voorzijde van de ruiterschelling stond het provincie- of stadswapen.  Aan de achterzijde "6 S", ter indicatie dat de waarde 6 stuivers betrof. Ook stond er het omschrift MOneta NOva ARGentea ORDinum (Nieuw zilvergeld van) gevolgd door CIVitatis en de provincie- of stadsnaam.